# Битва континентов 2012
Битва континентов 2012 — межсезонный теннисный турнир, проходивший в декабре в Сингапуре на площадке Singapore Indoor Stadium.
В 2012 году соревнование проводилось впервые — с 24 по 25 ноября.

## Общая информация

### Состав и формат
Организаторы провели сдвоенный турнир: в его первой части четыре теннисиста ATP, представляя четыре части света, в однокруговом турнире выявили лучшего; а во второй части две теннисистки WTA провели один показательный матч.
В мужской части турнира организаторы привлекли на своё соревнование Янко Типсаревича (№ 9 одиночного рейтинга, Европа), Хуана Монако (№ 12, Южная Америка), Кэя Нисикори (№ 19, Азия) и Сэма Куэрри (№ 22, Северная Америка); в женской части на турнире сыграли Даниэла Гантухова (№ 32, Европа) и Пэн Шуай (№ 40, Азия).
Семь матчей турнира разделены на два дня: в первый день мужчины сыграют по два матча (первый запуск выявлен путём жеребьёвки, а во втором круге сыграли между собой сначала два неудачника первых матчей, а затем два победителя), а во второй день сначала проведут свой матч женщины, а затем оставшиеся игры проведут мужчины.

### Жеребьёвка
Организаторы свели в первом матче формально сильнейших и формально слабейших: представитель Европы встретился с представителем Северной Америки, а представитель Южной Америки с представителем Азии.
В последнем матче турнира должен был сыграть Янко Типсаревич и Кэй Нисикори, но японец, сославшись на травму, снялся с турнира.

## Ход турнира

### Мужчины
|    |                 | ЯТ               | ХМ               | КН       | СК               | Матчи | Сеты |
| -- | --------------- | ---------------- | ---------------- | -------- | ---------------- | ----- | ---- |
| 1. | Янко Типсаревич |                  | 7:5, 3:6, [10:5] | -        | 7:6, 6:2         | 3-0   | 6-1  |
| 2. | Хуан Монако     | 5:7, 6:3, [5:10] |                  | 7:6, 6:2 | 1:6, 6:1, [10:7] | 2-1   | 5-3  |
| 3. | Кэй Нисикори    | -                | 6:7, 2:6         |          | 6:3, 6:4         | 1-2   | 2-4  |
| 4. | Сэм Куэрри      | 6:7, 2:6         | 6:1, 1:6, [7:10] | 3:6, 4:6 |                  | 0-3   | 1-6  |

### Женщины
|  | матч |                   |                   |                   |                   |                   |                   |   |   |  |
|  |      |                   |                   |                   |                   |                   |                   |   |   |  |
|  | 1    | Даниэла Гантухова | Даниэла Гантухова | Даниэла Гантухова | Даниэла Гантухова | Даниэла Гантухова | Даниэла Гантухова | 4 | 3 |  |
|  | 1    | Даниэла Гантухова | Даниэла Гантухова | Даниэла Гантухова | Даниэла Гантухова | Даниэла Гантухова | Даниэла Гантухова | 4 | 3 |  |
|  | 2    | Пэн Шуай          | Пэн Шуай          | Пэн Шуай          | Пэн Шуай          | Пэн Шуай          | Пэн Шуай          | 6 | 6 |  |
|  | 2    | Пэн Шуай          | Пэн Шуай          | Пэн Шуай          | Пэн Шуай          | Пэн Шуай          | Пэн Шуай          | 6 | 6 |  |